# 裴翁庆
裴翁庆(667年—734年8月8日)，字茂先，河东郡闻喜县（今山西省运城市闻喜县）人，纪王李慎的外孙，东光县主和贝州刺史裴仲将的长子。

## 家世
- 高祖：裴蕴，隋太常卿、御史大夫
- 曾祖：裴爽，唐太中大夫、礼部员外郎、婺州长史
- 祖父：裴承嗣，唐梓州通泉县令、怀州武德县令
- 父亲：裴仲将，云麾将军、右领军将军、银青光禄大夫、贝州刺史、上柱国、闻喜县开国公

## 历任官职
- 以门荫任果州参军（今四川南充）。
- 改任绵州参军（今四川绵阳）。
- 迁任资州资阳县令（今四川资阳），袭闻喜县开国公。
- 迁任洪州豫章县令（今江西南昌）。
- 迁任扬州江阳县令（今江苏扬州）。
- 升任豪州别驾（今安徽豪州）。
- 开元二十二年七月五日（734年8月8日），卒于豪州官舍，年六十八[1]。

## 子女
- 长子：裴和义
- 次子：裴忠义
- 三子：裴遵义
- 四子：裴尚义
- 五子：裴崇义
- 六子：裴知义